# Carson Branstine
Carson Branstine, née le 9 septembre 2000 à Irvine, est une joueuse de tennis américaine. Elle prend la nationalité canadienne en janvier 2017.

## Biographie
Carson Branstine est née à Irvine, en Californie, d'un père américain et d'une mère canadienne native de Toronto. Elle a commencé à jouer au tennis à l'âge de 7 ans. Après avoir passé quelques années à s'entraîner à l'USTA, Branstine a accepté une offre de Tennis Canada pour s'entraîner au Centre national d'entraînement de Montréal à partir d'octobre 2016.

## Carrière
Le 27 janvier 2017, elle gagne, en double filles, avec Bianca Andreescu, l'Open d'Australie. Elle représente le Canada à partir du mois de mars. Quelques mois plus tard, elle récidive en gagnant le double filles de Roland-Garros, toujours avec Andreescu en partenaire. Après un quart de finale au tournoi de Wimbledon, elle accède au 4e rang mondial.
En août 2017, elle fait ses débuts sur le circuit WTA grâce à une wild-card pour l'épreuve de double du tournoi 
Premier 5 du Canada. Avec Andreescu, elles battent Kristina Mladenovic et Anastasia Pavlyuchenkova au premier tour avant de tomber ensuite face aux têtes de série N°1, les Russes Ekaterina Makarova et Elena Vesnina qui gagneront le tournoi. En septembre, elle se qualifie avec Andreescu pour sa première finale de double du circuit WTA au tournoi WTA 250 de Québec. Elles sont battues par les têtes de série N°1 Tímea Babos et Andrea Hlaváčková.
Elle subit ensuite des blessures de stress et doit être opérée à la fois aux hanches et aux genoux ce qui la prive de plus de cinq importantes années dans le développement de son tennis. En parallèle, elle effectue un cursus universitaire, passant une année à USC puis une autre en Virginie. En janvier 2022, elle rejoint l'université Texas A&M et obtient un Bacholor en « Société, éthique et droit ». Fin 2023, elle remporte deux épreuves consécutives sur le circuit ITF à Monastir. En 2024, elle s'adjuge trois titres dont celui de Sumter. Elle est également sacrée championne par équipe avec Texas A&M.
Début 2025, elle parvient en finale du tournoi WTA 125 de Cancún où elle est battue par la Colombienne Emiliana Arango.

## Palmarès

### Titre en double dames
Aucun

### Finale en double dames
| No | Date       | Nom et lieu du tournoi        | Catégorie | Dotation  | Surface         | Vainqueures                   | Partenaire       | Score    |          |
| -- | ---------- | ----------------------------- | --------- | --------- | --------------- | ----------------------------- | ---------------- | -------- | -------- |
| 1  | 11-09-2017 | Coupe Banque Nationale Québec | Intern'l  | 250 000 $ | Moquette (int.) | Tímea Babos Andrea Hlaváčková | Bianca Andreescu | 6-3, 6-1 | Parcours |

### Finale en simple en WTA 125
| No | Date       | Nom et lieu du tournoi | Catégorie | Dotation  | Surface    | Vainqueure      | Score    |          |
| -- | ---------- | ---------------------- | --------- | --------- | ---------- | --------------- | -------- | -------- |
| 1  | 10-02-2025 | Cancún Open, Cancún    | WTA 125   | 115 000 $ | Dur (ext.) | Emiliana Arango | 6-2, 6-1 | Parcours |

## Parcours en Grand Chelem

### En simple dames
| Année | Open d'Australie | Open d'Australie | Internationaux de France | Internationaux de France | Wimbledon       | Wimbledon       | US Open | US Open   |
| ----- | ---------------- | ---------------- | ------------------------ | ------------------------ | --------------- | --------------- | ------- | --------- |
| 2025  | —                | —                | Q2                       | Rebeka Masarova          | 1er tour (1/64) | Aryna Sabalenka | Q1      | Wang Xiyu |

N.B. : à droite du résultat se trouve le nom de l'ultime adversaire.

## Parcours en WTA 1000
Les tournois WTA « Premier Mandatory » et « Premier 5 » (entre 2009 et 2020) et WTA 1000 (à partir de 2021) constituent les catégories d'épreuves les plus prestigieuses, après les quatre levées du Grand Chelem. 

De 2009 à 2023, les tournois Premier Mandatory (dits tournois WTA 1000 obligatoires entre 2021 et 2023) regroupent Indian Wells, Miami, Madrid et Pékin, les autres constituant les tournois Premier 5 (tournois WTA 1000 non-obligatoires). À partir de 2024, le nombre de tournois WTA 1000 passe à 10 par saison (fin de l’alternance Doha / Dubaï), ces derniers devenant tous obligatoires et offrant tous 1000 points à la vainqueure (contre 900 points précédemment pour les tournois Premier 5).

### En simple dames
| Année |       |              |       |        |      |        |            |                            |       |       |  |  |
| Doha  | Dubaï | Indian Wells | Miami | Madrid | Rome | Canada | Cincinnati | Pékin                      | Wuhan | Wuhan |  |  |
| Doha  | Dubaï | Indian Wells | Miami | Madrid | Rome | Canada | Cincinnati | Pékin                      | Wuhan | Wuhan |  |  |
| Doha  | Dubaï | Indian Wells | Miami | Madrid | Rome | Canada | Cincinnati | Pékin                      | Wuhan | Wuhan |  |  |
| 2025  |       |              |       |        |      |        |            | 1re tour (1/64) M. Sákkari |       |       |  |  |

Sous le résultat, l’ultime adversaire.
1. 1 2   Les tournois de Doha et Dubaï alternent le statut de tournoi WTA 1000 (ex Premier 5) entre 2009 et 2023 : les trois premières éditions ont lieu à Dubaï, les trois suivantes à Doha, puis Dubaï accueille le tournoi de cette catégorie les années impaires et Dubaï les années paires. De 2011 à 2023, la ville qui n’accueille pas de WTA 1000 organise à la place un tournoi WTA 500 (ex Premier).
2. 1 2 3 4 5 6   L’ordre de déroulement des tournois a évolué depuis 2009 : Rome se dispute avant Madrid et Cincinnati avant Montréal/Toronto jusqu’en 2010, tandis que Tokyo (2009-2013)-Wuhan (2014-2019, 2024-)-Guadalajara (2022-2023) ont lieu avant Pékin jusqu’en 2023.

## Parcours en Grand Chelem junior

### Simples filles
| Année | Open d'Australie | Open d'Australie | Internationaux de France | Internationaux de France | Wimbledon     | Wimbledon  | US Open        | US Open    |
| ----- | ---------------- | ---------------- | ------------------------ | ------------------------ | ------------- | ---------- | -------------- | ---------- |
| 2016  | —                | —                | —                        | —                        | —             | —          | 1/4 de finale  | Kayla Day  |
| 2017  | 1/8 de finale    | Rebeka Masarova  | 1er tour (1/32)          | Paula Arias Manjon       | 1/4 de finale | Claire Liu | 2e tour (1/16) | Coco Gauff |

N.B. : à droite du résultat se trouve le nom de l'ultime adversaire.

### Double filles
| Année | Open d'Australie      | Open d'Australie         | Internationaux de France | Internationaux de France  | Wimbledon                                                                    | Wimbledon                                                                    | US Open                                                                                  | US Open |
| ----- | --------------------- | ------------------------ | ------------------------ | ------------------------- | ---------------------------------------------------------------------------- | ---------------------------------------------------------------------------- | ---------------------------------------------------------------------------------------- | ------- |
| 2016  | —                     | —                        | —                        | —                         | —                                                                            | —                                                                            | 1er tour (1/32) K. McKenzie \|\| style="text-align:left;" \| I. Cantos Siemers D. Kuczer |         |
| 2017  | Victoire B. Andreescu | M. Chwalińska I. Świątek | Victoire B. Andreescu    | O. Pervushina A. Potapova | 1/2 finale M. Kostyuk \|\| style="text-align:left;" \| C. McNally W. Osuigwe | 1/8 de finale S. Sewing \|\| style="text-align:left;" \| L. Boskovic Wang X. |                                                                                          |         |

N.B. : le nom de la partenaire se trouve sous le résultat ; les noms des ultimes adversaires se trouvent à droite.

## Classements WTA en fin de saison
| Année          | 2016 | 2017 | 2018 | 2019 | 2020 | 2021 | 2022 | 2023 | 2024 |
| Rang en simple | 999  | 1023 | 781  | 553  | 593  | 758  | 822  | –    | 252  |
| Rang en double | 796  | 219  | 458  | 618  | 651  | 885  | 820  | 1208 | 881  |

Source : (en) Classements de Carson Branstine sur le site officiel de la Fédération internationale de tennis